# Jutta Heine
Jutta Heine (Stadthagen, 16 september 1940) is een atleet uit Duitsland.
Op de Olympische Zomerspelen van Rome in 1960 liep Heine de 200 meter en de 4x100 meter estafette met het Duits eenheidsteam. Op beide onderdelen behaalde ze de zilveren medaille.
Op de Olympische Zomerspelen van Tokio in 1964 liep ze wederom deze onderdelen.

## Persoonlijke records
- 100 meter: 11.3 sec (1962)[5]
- 200 meter: 23.5 sec (1962)
- 4x100 meter estafette: 44.6 sec (1962)

- Gemeinsame Normdatei: 1051157072
- World Athletics: 14430570
- Virtual International Authority File: 309561364
- WorldCat: E39PBJgX9QY9wj3hbxJd8XwQv3